# Michael Matt
Michael Matt (Zams, 13 de mayo de 1993) es un deportista austríaco que compite en esquí alpino. Su hermano Mario compite en el mismo deporte y su otro hermano, Andreas, en esquí acrobático.
Participó en dos Juegos Olímpicos de Invierno, obteniendo en total tres medallas, dos en Pyeongchang 2018, plata en el equipo mixto y bronce en eslalon, y oro en Pekín 2022, en el equipo mixto.
Ganó dos medallas de plata en el Campeonato Mundial de Esquí Alpino de 2019, en las pruebas de eslalon y equipo mixto. En la Copa del Mundo consiguió una victoria y ocho podios en total.

## Palmarés internacional
| Juegos Olímpicos   | Juegos Olímpicos            | Juegos Olímpicos  | Juegos Olímpicos |
| Año                | Lugar                       | Medalla           | Prueba           |
| ------------------ | --------------------------- | ----------------- | ---------------- |
| 2018               | Pyeongchang (Corea del Sur) | Medalla de plata  | Equipo mixto     |
| 2018               | Pyeongchang (Corea del Sur) | Medalla de bronce | Eslalon          |
| 2022               | Pekín (China)               | Medalla de oro    | Equipo mixto     |
| Campeonato Mundial |                             |                   |                  |
| Año                | Lugar                       | Medalla           | Prueba           |
| 2019               | Åre (Suecia)                | Medalla de plata  | Eslalon          |
| 2019               | Åre (Suecia)                | Medalla de plata  | Equipo mixto     |